# Gräsparakit
Gräsparakit (Neophema elegans) är en fågel i familjen östpapegojor inom ordningen papegojfåglar.

## Utseende och läte
Gräsparakiten är en liten och stilig gulgrön papegoja. Buken är gul, ryggen grön och på vingen syns en tunn mörk fläck. På det gröna huvudet syns gult mellan ögat och näbben, samt en tunn blå linje mellan ögonen. Klipparakiten är mattare grön och saknar gult i ansiktet, medan blåvingsd parakit är mer olivgrön och har en liten gul fläck bakom ögat. Bland lätena hörs ett mycket tunt och insektslikt "zit" samt en raspig drill.

## Utbredning och systematik
Fågeln förekommer i två från varandra skilda populationer, en i sydvästra Australien och en i sydcentrala Australien (inklusive Kangaroo Island). Dessa urskiljs ofta som två olika underarter, carteri respektive nominatformen elegans, medan andra behandlar den som monotypisk.

## Levnadssätt
Gräsparakiten hittas i öppna områden, inklusive saltvattensvåtmarker. Där ses den födosöka på marken.

## Status och hot
Arten har ett stort utbredningsområde och tros öka i antal. Internationella naturvårdsunionen IUCN listar den därför som livskraftig (LC).